# Seznam hokejistov Pittsburgh Pirates
Seznam hokejistov, ki so zaigrali za moštvo Pittsburgh Pirates v ligi NHL. Seznam vključuje igralce, ki so nastopili vsaj na eni tekmi, bodisi v rednem delu bodisi v končnici. 
Stolpec s sezono navaja prvo leto sezone, v kateri je igralec igral prvo tekmo v moštvu in zadnje leto sezone, v kateri je igralec igral zadnjo tekmo v moštvu.

## Legenda
Igralec je bil sprejet v Hokejski hram slavnih lige NHL
Za pojasnitev kratic v tabeli glej članek Statistika pri hokeju na ledu.

## Vratarji
|                |        | Sezone    | Redni del | Redni del | Redni del | Redni del | Redni del | Redni del | Redni del | Končnica | Končnica | Končnica | Končnica | Končnica | Končnica | Opombe |
| OT             | Z      | Sezone    | P         | R         | SO        | GAA       | %         | OT        | Z         | P        | SO       | GAA      | %        |          |          | Opombe |
| -------------- | ------ | --------- | --------- | --------- | --------- | --------- | --------- | --------- | --------- | -------- | -------- | -------- | -------- | -------- | -------- | ------ |
| Cleghorn, Odie | Kanada | 1925–1926 | 1         | 1         | 0         | 0         | 0         | 2.00      | —         | —        | —        | —        | —        | —        | —        |        |
| Miller, Joe    | Kanada | 1928–1930 | 87        | 14        | 62        | 11        | 11        | 2.87      | —         | —        | —        | —        | —        | —        | —        |        |
| Spooner, Red   | Kanada | 1929–1930 | 1         | 0         | 1         | 0         | 0         | 6.00      | —         | —        | —        | —        | —        | —        | —        |        |
| Worters, Roy   | Kanada | 1925–1928 | 123       | 52        | 59        | 12        | 22        | 1.99      | —         | 4        | 1        | 3        | 0        | 3.00     | —        |        |

## Drsalci
|                     |                         | Položaj | Sezone              | Redni del | Redni del | Redni del | Redni del | Redni del | Končnica | Končnica | Končnica | Končnica | Končnica | Opombe |
| OT                  | G                       | Položaj | Sezone              | P         | TOČ       | KM        | OT        | G         | P        | TOČ      | KM       |          |          | Opombe |
| ------------------- | ----------------------- | ------- | ------------------- | --------- | --------- | --------- | --------- | --------- | -------- | -------- | -------- | -------- | -------- | ------ |
| Arbour, Ty          | Kanada                  | LW      | 1926–1928           | 50        | 7         | 8         | 15        | 10        | —        | —        | —        | —        | —        |        |
| Barton, Cliff       | Združene države Amerike | W       | 1929–1930           | 39        | 4         | 2         | 6         | 4         | —        | —        | —        | —        | —        |        |
| Berlinguette, Louis | Kanada                  | LW      | 1925–1926           | 30        | 0         | 0         | 0         | 8         | 2        | 0        | 0        | 0        | 0        |        |
| Bouchard, Edmond    | Kanada                  | LW      | 1928–1929           | 11        | 0         | 0         | 0         | 2         | —        | —        | —        | —        | —        |        |
| Briden, Archie      | Kanada                  | LW      | 1929–1930           | 30        | 4         | 3         | 7         | 20        | —        | —        | —        | —        | —        |        |
| Burke, Marty        | Kanada                  | D       | 1927–1928           | 35        | 1         | 1         | 2         | 51        | 2        | 1        | 0        | 1        | 2        |        |
| Cleghorn, Odie      | Kanada                  | RW      | 1925–1928           | 21        | 2         | 1         | 3         | 8         | 1        | 0        | 0        | 0        | 0        |        |
| Conacher, Lionel    | Kanada                  | D       | 1925–1927           | 43        | 9         | 4         | 13        | 76        | 2        | 0        | 0        | 0        | 0        |        |
| Cotton, Harold      | Kanada                  | LW      | 1925–1929           | 142       | 24        | 6         | 30        | 117       | 4        | 2        | 1        | 3        | 2        |        |
| Darragh, Harold     | Kanada                  | RW      | 1925–1930           | 206       | 59        | 32        | 91        | 38        | 4        | 1        | 1        | 2        | 0        |        |
| Drury, Herbert      | Združene države Amerike | D/LW    | 1925–1930           | 189       | 24        | 11        | 35        | 193       | 4        | 1        | 1        | 2        | 0        |        |
| Fraser, Gord        | Kanada                  | D       | 1929–1930           | 30        | 6         | 4         | 10        | 37        | —        | —        | —        | —        | —        |        |
| Fredrickson, Frank  | Kanada                  | C       | 1928–1930           | 40        | 7         | 14        | 21        | 48        | —        | —        | —        | —        | —        |        |
| Holway, Albert      | Kanada                  | D       | 1928–1929           | 44        | 4         | 0         | 4         | 20        | —        | —        | —        | —        | —        |        |
| Jarvis, James       | Kanada                  | W       | 1929–1930           | 41        | 11        | 8         | 19        | 32        | —        | —        | —        | —        | —        |        |
| Langlois, Charlie   | Kanada                  | FW      | 1926–1928           | 44        | 6         | 1         | 7         | 44        | —        | —        | —        | —        | —        |        |
| Lowrey, Fred        | Kanada                  | RW      | 1925–1926           | 16        | 0         | 0         | 0         | 2         | 2        | 0        | 0        | 0        | 6        |        |
| Lowrey, Gerry       | Kanada                  | LW/C    | 1928–1930           | 60        | 18        | 17        | 35        | 56        | —        | —        | —        | —        | —        |        |
| MacKay, Mickey      | Kanada                  | D       | 1928–1929           | 10        | 1         | 0         | 1         | 2         | —        | —        | —        | —        | —        |        |
| Manners, Rennison   | Kanada                  | C/RW    | 1929–1930           | 33        | 3         | 2         | 5         | 14        | —        | —        | —        | —        | —        |        |
| McCaffrey, Bert     | Kanada                  | D       | 1927–1930           | 92        | 10        | 7         | 17        | 60        | —        | —        | —        | —        | —        |        |
| McCurry, Duke       | Kanada                  | LW      | 1925–1929           | 145       | 21        | 11        | 32        | 119       | 4        | 0        | 2        | 2        | 2        |        |
| McGuire, Frank      | Kanada                  | LW      | 1926–1928           | 36        | 3         | 0         | 3         | 6         | —        | —        | —        | —        | —        |        |
| McKinnon, Johnny    | Kanada                  | D       | 1926–1930           | 162       | 27        | 8         | 35        | 153       | 2        | 0        | 0        | 0        | 4        |        |
| Milks, Hib          | Kanada                  | LW/D/C  | 1925–1930           | 209       | 70        | 28        | 98        | 125       | 4        | 0        | 0        | 0        | 2        |        |
| Rothschild, Sammy   | Kanada                  | —       | 1927–1928           | 5         | 0         | 0         | 0         | 0         | —        | —        | —        | —        | —        |        |
| Skinner, Alf        | Kanada                  | RW      | 1925–1926           | 7         | 0         | 0         | 0         | 2         | —        | —        | —        | —        | —        |        |
| Smith, Rodger       | Kanada                  | D       | 1925–1930           | 195       | 20        | 4         | 24        | 172       | 4        | 3        | 0        | 3        | 0        |        |
| Spring, Jesse       | Združene države Amerike | FW      | 1925–1926 1928–1930 | 63        | 6         | 0         | 6         | 43        | 2        | 0        | 2        | 2        | 2        |        |
| White, Wilfred      | Kanada                  | RW      | 1925–1930           | 183       | 29        | 11        | 40        | 131       | 2        | 0        | 0        | 0        | 2        |        |